# Đồng Quan Sơn
Đồng Quan Sơn (chữ Hán giản thể: 铜官山区, Hán Việt: Đồng Quan Sơn khu) là một quận cũ của địa cấp thị Đồng Lăng, tỉnh An Huy, Cộng hòa Nhân dân Trung Hoa. Quận Đồng Quan Sơn có diện tích 30 km², dân số 260.000 người, mã số bưu chính 244000. Quận Đồng Quan Sơn được chia thành 6 nhai đạo: Trường Giang Lộ, Đồng Quan Sơn, Dương Gia Sơn, Thạch Thành Lộ, Tảo Bả Câu, Hoành Cảng. Tháng 10 năm 2015, Quốc vụ viện Trung Quốc phê chuẩn thiết lập khu Đồng Quan trên cơ sở sáp nhập khu Đồng Quan Sơn và khu Sư Tử Sơn.